# 杏花村街道 (合肥市)
杏花村街道，是中华人民共和国安徽省合肥市庐阳区下辖的一个乡镇级行政单位。

## 行政区划
杏花村街道下辖以下地区：
五里社区、园艺场社区、井湾社区、桃花园社区、汲桥新村社区、松竹社区、灵璧路社区、四河社区、银河湾社区、林店社区、陈塘社区和金都社区。